# فاليريان ومدينة الألف كوكب
فاليريان ومدينة الألف كوكب (بالفرنسية: Valérian et la Cité des mille planètes)‏ هو فيلم خيال علمي فرنسي لعام 2017 من تأليف وإخراج لوك بيسون، وشارك في إنتاجه بيسون وزوجته فيرجيني بيسون سيلا. وهو مقتبس من سلسلة قصص الخيال العلمي الفرنسية، فاليريان ولوريلين، كتبها بيير كريستين ورسمها جان كلود ميزيير.
شارك ببطولته داين ديهان في دور فاليريان وكارا ديلافاين في دور لورلين، مع كليف اوين وريهانا واثان هاوك وهاربي هانكوك وكريس وو وروتجر هاور في الأدوار الداعمة. قام بيسون بتمويل الفيلم وتمويله شخصيًا. مع ميزانية إنتاج تبلغ حوالي 223 مليون دولار، يعد الفيلم أغلى فيلم أوروبي ومستقل على الإطلاق.
تم إطلاق الفيلم في الولايات المتحدة في 21 يوليو 2017 بواسطة STXfilms ، وفي فرنسا في 26 يوليو بواسطة أوروبا كورب. تلقت آراء متباينة من النقاد، الذين انتقدوا الحبكة وبعض الممثلين، لكنهم أشادوا بالمشاهد. بلغ إجمالي أرباحه 225 مليون دولار في جميع أنحاء العالم، ولكن نظرًا لارتفاع تكاليف الإنتاج والإعلان، تم اعتباره قنبلة شباك التذاكر بعد إطلاقها في الولايات المتحدة.

## القصة
في القرن الثامن والعشرين، بسبب التعاون بين الأرض والشعوب خارج الأرض، تم توسيع محطة الفضاء الدولية السابقة حتى تهدد كتلتها بالتسبب في اضطراب الجاذبية للأرض نفسها. انتقلت إلى الفضاء السحيق، وأصبحت ألفا، وهي مدينة تسافر عبر الفضاء يسكنها ملايين الأنواع من آلاف الكواكب.
تم إنشاء قسم شرطة من قبل الاتحاد البشري المتحد للحفاظ على السلام عبر المجرة. من بين موظفيها الرائد المتعجرف فاليريان وشريكته الرقيب لوريلين الذي لا معنى له. في طريقه إلى مهمة، يحلم فاليريان بكوكب، مول، حيث يعيش جنس بشري منخفض التكنولوجيا بسلام. إنهم يصطادون لآلئ تحتوي على كميات هائلة من الطاقة، ويستخدمون الحيوانات لتكرارها. يبدأ الحطام بالهبوط من السماء، تليها مركبة فضائية عملاقة تسبب انفجارًا يقضي على كل كائن على هذا الكوكب.
يدخل بعض السكان سفينة مهملة، ويحاصرون أنفسهم بداخلها عن طريق الخطأ، لكن تقطعت السبل بأميرة الكوكب ليهو-مينا بالخارج. قبل وفاتها مباشرة، تنقل رسالة توارد خواطر. اهتزت، فاليريان يستيقظ. يكشف التحليل أنه ربما تلقى إشارة من الزمان والمكان. يتعلم أن مهمته هي استعادة «محول مول». وهو الأخير من نوعه، وهو حاليًا في أيدي تاجر السوق السوداء إيغون سيروس. فاليريان تطلب من لوريلين أن تتزوجه، لكنها تتجاهله.
في سوق على كوكب كيريان ببعد بديل، يعطل فاليريان اجتماعًا بين إيغون وشخصيتين مقنعين تشبهان البشر من رؤيته. يبحثون عن المحول، الحيوان الصغير في رؤيته. يستعيد فاليريان ولوريلين المحول ويسرقان إحدى لآلئ الطاقة. علم فاليريان على متن سفينتهما أن مول قد دمر قبل 30 عامًا، وجميع المعلومات المتعلقة به سرية. عادوا إلى ألفا حيث أخبرهم القائد آرون فيليت أن مركز المحطة قد تعرض للإشعاع من قبل قوة غير معروفة، مما جعلها شديدة السمية. القوات التي أرسلت إلى المنطقة لم تعد، والإشعاع يتزايد.
تم تكليف لوريلين وفاليريان بحماية القائد خلال قمة بين المحطات لمناقشة الأزمة؛ ضد رغبات القائد، تحتفظ لوريلين بحيازة المحول. خلال القمة، هاجمت أشباه بشرية مجهولة الهوية فجأة، مما أدى إلى إعاقة الجميع واختطاف فيليت. فاليريان يطارد الخاطفين إلى المنطقة المشععة لكنه يصطدم بطائرته الفضائية أثناء المطاردة. تقوم لورلين بتجنيد وسطاء المعلومات الفضائية المعروفين باسم دوجان داجويس لتتبع فاليريان، ويجده فاقدًا للوعي على حافة المنطقة المشعة. تثيره، ولكن يتم اختطافها من قبل قبيلة بدائية، بولان باثورز من كوكب غوارا، ويتم تقديمها في عشاء الإمبراطور كطبقة اختيار. حشيشة الهر تتسلل إلى أراضي القبيلة بمساعدة فقاعة متغيرة الشكل. ينقذون لوريلين ويهربون، لكن بابل أصيب بجروح قاتلة. يغامر فاليريان ولوريلين بعيدًا في المنطقة المعرضة للإشعاع، ويكتشفوا أنها ليست خطيرة، وأنها تحتوي على بقايا بعض المركبات الفضائية العتيقة.
يصلون إلى قاعة كبيرة محمية حيث يجدون الإنسان، المعروف باسم اللآلئ، مع فيليت فاقد للوعي. يشرح قائد بيرلز، الإمبراطور هابان ليما، أن شعبها عاش بسلام في مول حتى وقعت معركة بين الاتحاد وفصيل آخر. أمر القائد البشري فيليت باستخدام صواريخ الاندماج التي عطلت السفينة الأم للعدو وأرسلتها إلى الكوكب وقضاءت على مول. عند وفاتها، نقلت الأميرة ليهو مينا روحها إلى جسد فاليريان. عندما حوصرت اللآلئ الباقية في مركبة فضائية سقطت من المعركة، تمكنوا من إصلاحها وتعلموا تكنولوجيا البشر وتاريخهم. جاءوا في النهاية إلى الفا، حيث استوعبوا المزيد من المعرفة وبنوا سفينة خاصة بهم. لقد احتاجوا إلى المحول واللؤلؤ من أجل إطلاق سفينتهم والعثور على كوكب لإعادة إنشاء عالمهم الأصلي.
يعترف فيليت بدوره في الإبادة الجماعية، لكنه يجادل بأنه كان من الضروري إنهاء الحرب - كما كان التستر، لمنع البشر من فقدان مصداقيتهم وتأثيرهم في برنامج ألفا. لا يتفق فاليريان ولوريلين، بحجة أن القائد يحاول تجنب عواقب أفعاله. عندما يصبح فيليت محاربًا، يطرده فاليريان. يسلم فاليريان اللؤلؤة التي أخذها من إيغون، ويقنعه لوريلين بإعادة المحول. بينما يقوم اللآلئ بإعداد مركبتهم الفضائية للإقلاع، يهاجم جنود فيليت من الروبوتات ك-ترون اللآلئ ويرسل جنود الحكومة لمساعدة فاليريان، لكنهم هُزموا في النهاية. غادرت المركبة الفضائية واعتقل فيليت.
تُترك فاليريان ولوريلين على متن مركبة أبولو للقيادة / الخدمة، وتجيب لوريلين على اقتراح زواج فاليريان بـ «ربما» بينما ينتظران الإنقاذ.

## الإنتاج
صدرعن طريق شركة إس تي إكس إنترتينمنت في 21 تموز / يوليه 2017 في الولايات المتحدة وفي فرنسا في 26 تموز / يوليه عن طريق شركة يوروباكورب. الفيلم تلقى مراجعات مختلطة من النقاد الذين انتقدوا الحبكة وبعض اختيارات طاقم العمل ولكن وأشاد بجودة التصوير السينمائي. الفيلم حقق 225 مليون دولار في جميع أنحاء العالم، ولكن نظرا لارتفاع الإنتاج والدعايا يعتبرأنه فشل تجاريا بعد إطلاقه في الولايات المتحدة.

## روابط خارجية
- فاليريان ومدينة الألف كوكب على موقع IMDb (الإنجليزية)
- فاليريان ومدينة الألف كوكب على موقع ميتاكريتيك (الإنجليزية)
- فاليريان ومدينة الألف كوكب على موقع روتن توميتوز (الإنجليزية)
- فاليريان ومدينة الألف كوكب على موقع نتفليكس (الإنجليزية)
- فاليريان ومدينة الألف كوكب على موقع قاعدة بيانات الأفلام العربية
- فاليريان ومدينة الألف كوكب على موقع ألو سيني (الفرنسية)
- فاليريان ومدينة الألف كوكب على موقع أول موفي (الإنجليزية)
- فاليريان ومدينة الألف كوكب على موقع بوكس أوفيس موجو (الإنجليزية)
- فاليريان ومدينة الألف كوكب على موقع فيلمافينيتي (الإسبانية)
- فاليريان ومدينة الألف كوكب على موقع قاعدة بيانات الفيلم (الإنجليزية)